# Christian Liebenthal

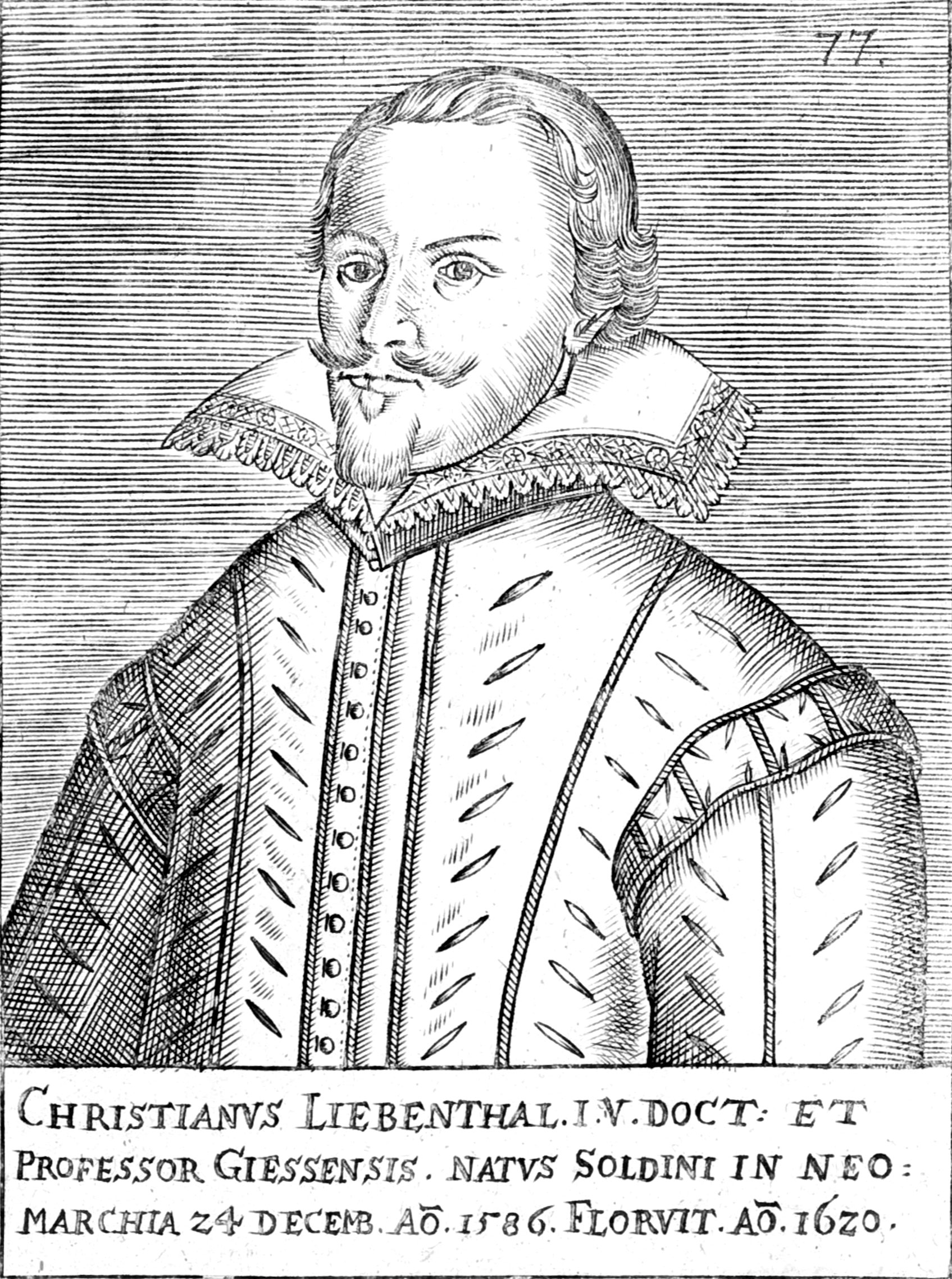
Bildnis Christian Liebenthal nach Martin Friedrich Seidels Bilder-Sammlung

Christian Liebenthal (* 24. Dezember 1586 in Soldin; † 2. August 1647 in Klagenfurt) war ein deutscher Jurist und Philosoph.

## Leben
Geboren als Sohn des Inspektors Burkard Liebenthal, besuchte er 1601 die Saldrische Schule in Brandenburg. 1604 immatrikulierte er sich an der Universität Frankfurt (Oder) und wechselte am 17. April 1608 an die Universität Wittenberg. Nachdem er in Frankfurt den akademischen Grad eines Magisters erworben hatte, widmete er sich an der Universität Rostock einem juristischen Studium, wo er zugleich als Lehrer adliger Studenten fungierte.
Als er seine Studien in Rostock zwei Jahre vorangetrieben hatte, unternahm er eine Bildungsreise an mehrere deutsche Universitäten. 1616 wurde Liebenthal als Professor der Rhetorik an die Universität Gießen berufen und promovierte dort im selben Jahr zum Doktor der Rechte. 1624 ging er als fürstlicher Geheimrat nach Darmstadt, war während des Dreißigjährigen Krieges als Gesandter in Wien tätig und wurde in den Stand eines Pfalzgrafen erhoben. Als anerkannter Gelehrter seiner Zeit hat er Schriften zum Privat- und Staatsrecht hinterlassen. 1616 heiratete er die Tochter des Valentin Schautanz aus Gießen.

## Werkauswahl
1. Collegium politicum. Gießen 1620, Marburg 1643, Gießen 1654
2. Delineatio jurid. Pol. Juris foederis tam religiosi quam politici. Gießen 1624
3. De regimine ecclasastico. Gießen 1622
4. Collegium ethicum. von 1620–67 7. Aufl.
5. De animae ejusque rationalis orgine… Frankfurt/O. 1610
6. Oratio ad Philippum Hassiae Landgravium. Gießen 1624